# فهرست سفیران ایران در نیجریه
از تاریخ ۵ اردیبهشت ۱۳۵۲ بین ایران و نیجریه روابط سیاسی در سطح سفارت برقرار گردید.

## پهلوی
- جمشید مفتاح از خرداد ۱۳۵۲ تا فروردین ۱۳۵۳
- شاهرخ فیروز از فروردین ۱۳۵۳ تا خرداد ۱۳۵۷
- محمدعلی یزدانفر (کاردار موقت) از خرداد ۱۳۵۷ تا مهر ۱۳۵۷
- کریم شرابیانلو از مهر ۱۳۵۷ تا انقلاب اسلامی

## جمهوری اسلامی
- محمدعلی یزدانفر (کاردار موقت) از انقلاب اسلامی تا آذر ۱۳۵۸
- مرحوم حجت الاسلام والمسلمین محمد منهاج
- جواد ترک‌آبادی
- خسرو رضازاده
- حسین ملاعبداللهی
- سعید کوزه‌چی
- مرتضی رحیمی زارچی ۱۳۹۵ – ۱۳۹۸
- محمد علی بک ۱۳۹۸ تا 1402